# Nokturnal Mortum
 Nokturnal Mortum es una banda de black metal originaria de la ciudad ucraniana de Járkov, con influencias de la música tradicional de Ucrania.
La temática de sus letras es variada, desde temáticas nazis en sus primeros años hasta los últimos trabajos de la banda, en los que se tratan el paganismo, entre otros.

## Historia
La historia de Nokturnal Mortum como banda empieza el 31 de diciembre de 1991 en Járkov, con el nombre de Suppuration. Su primer trabajo fue "Ecclesiastical Blasphemy", estrenado en 1992 y distribuido por el sello Shiver Records, de Bélgica. Más tarde entra en la banda como vocalista Sataroth, y graban la demo "Unspeakable Journey Into Subsconscious World", que salió a la luz en 1993.
En abril de 1993 Wortherax entra en la banda como guitarrista y graban "Cosmic Flight Around Astralspher". La demo fue incluida en el 7" EP The Final Holocaust Records, hasta que la productora quedó colapsada y Suppuration desapareció ese mismo año.
En otoño de 1993 crean una nueva banda con la vieja formación de Suppuration: Crystaline Darkness, siendo pioneros del black metal en Ucrania. Grabaron la demo "Mi Agama Khaz Mifisto" y negociaron con View Beyond Records. En 1994 los miembros de Suppuration grabaron la demo "Twilightfall" (1995), esta vez bajo el nombre de Nocturnal Mortum (con la "C" en la primera palabra). Al estar introducida en el black metal, la banda hizo un pequeño cambio de nombre, adoptando el actual de Nokturnal Mortum.
A finales de 1995 fue compuesta "Lunar Poetry", una de las demos más populares de la banda. El trabajo fue publicado a finales de 1996 por MetalAgen Records. 
Poco tiempo después de terminarlo, Wortherax se va de la banda y es remplazado por Karpath y Saturious (segundo teclista). En verano de 1996 el segundo álbum "Goat Horns" es grabado (terminado en 1997 por MetalAgen en MC). En diciembre de 1996 graban "Return Of The Vampire Lord". Este EP fue terminado en 1997 por MetalAgen Records con un split MC junto a Lucifugum "Path Of Wolf", pero Nokturnal Mortum canceló toda relación con este sello. Ese mismo año Nokturnal Mortum graba con Lucifugum un álbum titulado "Vetche" - MCm terminado en 1998 por Oriana Production. 
En 1997 Nokturnal Mortum graba el álbum "To The Gates Of Blasphemous Fire" y "Marble Moon" EP que incluye un tema folk ucraniano titulado "Swallow". Al mismo tiempo la banda firma con The End Records (USA) que ofrece buenas condiciones para grabar todos los álbumes de Nokturnal Mortum en CD.
El primer trabajo en CD, "Goat Horns", fue lanzado en CD en el 31 de marzo de 1998. El nuevo álbum "To The Gates Of Blasphemous Fire" acabado el 1 de marzo de 1999 por The End/Nuclear Blast. Ese mismo año, el 9 de mayo Nokturnal Mortum graba un nuevo disco llamado "Nechrist" (con letras en ruso e inglés). En otoño de 1999 Oriana Production lanza "Nechrist" y "Lunar Poetry" en formato MC. 
En 2000, Munruthel y Saturious se van de Nokturnal Mortum. "Nechrist" es sacado el 4 de julio  por The End/Last Episode. Istukan y Khaoth entran en Nokturnal Mortum como baterías de sesión, pero en otoño de ese mismo año Munruthel vuelve a Nokturnal Mortum. Vrolok entra en la banda como nuevo guitarrista. A finales de 2000 Saturious también vuelve a Nokturnal Mortum. A principios de 2001 Oriana Production saca "Return Of The Vampire Lord / Marble Moon" MC.
En 2005 sacan el álbum "Weltanschauung" mucho más folk y melódico que su antecesor, que también se encuentra en versión rusa bajo el nombre de Mirovozzreine.
En 2007 comparten un split con 3 bandas más (Graveland, North y Temnozor) llamado "Eastern Hammer", donde participan con una nueva versión de "Kolyada" (uno de los temas del "Goat Horns").
En 2009 sacan el directo en DVD/CD "Live in Katowice" limitado a 250 copias y a 99 copias en edición doble digipack.
A principios de 2010, sacan su último álbum de estudio llamado "The Voice of Steel", siguiendo la misma línea musical que su último trabajo de estudio aunque mucho más trabajado y realizado.

## Miembros
Actuales
- Knjaz Varggoth - voz, guitarras
- Surm - teclista
- Karpath - bajo
- Wortherax - guitarra
- Kubrakh - batería

Anteriores
- Sataroth y K - teclista
- Munruthel y Odalv - batería
- Astargh - guitarra
- Alzeth - guitarra
- Xaarquath - bajo
- Bairoth - batería
- Saturious - teclista
- Vrolok - bajo

## Discografía
Álbumes de estudio
- 1997: Goat Horns
- 1998: To The Gates Of Blasphemous Fire
- 1999: NeChrist
- 2005: Weltanschauung
- 2009: The Voice of Steel
- 2017: Verity
- 2022: To Lunar Poetry

EP
- 1997: Return Of The Vampire Lord
- 1997: Marble Moon
- 2003: The Taste Of Victory
- 2007: Eastern Hammer (Split con 4 bandas de la escena Graveland, North, y Temnozor. Incluye una nueva versión del tema Kolyada del disco "Goat Horns".)

Demos
- 1995: Twilightfall
- 1995: Black Clouds Over Slavonic Lands
- 1996: Lunar Poetry